# کیم سو هیون
کیم سو هیون (کره‌ای: 김수현; هانجا: 金秀賢؛ زادهٔ ۱۶ فوریه ۱۹۸۸) بازیگر اهل کره جنوبی است. او یکی از پردرآمدترین بازیگران در کره جنوبی به‌شمار می‌رود. افتخارات او شامل چهار جایزه هنری بکسانگ، دو جایزه ناقوس بزرگ و یک جایزه فیلم اژدهای آبی است. از سال ۲۰۱۲ تا ۲۰۱۶ و سال ۲۰۲۱، او در فهرست ۴۰ سلبریتی قدرتمند کره توسط فوربز قرار گرفته است. او بازیگر تلویزیونی سال گالوپ کره در سال ۲۰۱۴ شد و در سال ۲۰۱۶ در فهرست ۳۰ شخص زیر ۳۰ سال آسیا توسط فوربز قرار گرفت.
کیم در طول دوران مدرسه‌اش به پیشنهاد مادرش برای غلبه بر شخصیت درونگرای خود در کلاس‌های بازیگری شرکت کرد. پس از تعدادی کار سینمایی، او در سال ۲۰۰۷ نخستین کار تلویزیونی خود را در سیتکام خانوادگی لبخند کیمچی پنیر انجام داد. او با ایفای نقش در مجموعه‌های تلویزیونی رؤیای بلند (۲۰۱۱)، افسانه خورشید و ماه (۲۰۱۲) و فیلم‌های دزدان (۲۰۱۲) و خیلی مخفیانه (۲۰۱۳) شناخته شد. عملکرد او در نقش پادشاه لی هوان در افسانه خورشید و ماه، برای او جایزه بهترین بازیگر مرد – تلویزیون در جوایز هنری بکسانگ به ارمغان آورد. کیم پس از ایفای نقش در مجموعه تلویزیونی کمدی رمانتیک فانتزی تو از ستاره‌ها اومدی (۲۰۱۳–۱۴) و مجموعه تلویزیونی تهیه‌کنندگان (۲۰۱۵) تبدیل به یک ستاره تاپ هالیو شد و به خاطر کارش در تهیه‌کنندگان، سه دسانگ (جایزه بزرگ) برنده شد. پس از شکست فیلم واقعی (۲۰۱۷) در باکس آفیس، او برای خدمت سربازی ثبت نام کرد. پس از مرخص شدن، کیم در کمدی رمانتیک مشکلی نیست که خوب نباشی (۲۰۲۰)، دلهره‌آور یک روز معمولی (۲۰۲۱) و کمدی رمانتیک ملکهٔ اشک‌ها (۲۰۲۴) بازی کرد.

## کودکی و تحصیل
او در کودکی فردی بسیار خجالتی و درونگرا بود و همهٔ موفقیتش را مدیون تلاش‌های مادرش است که با اصرار فراوان او را قبل از ورود به دبیرستان به کلاس‌های بازیگری می‌فرستاد تا کمی اجتماعی تر شود و روابط عمومی بهتری با دیگران داشته باشد.
پدر وی کیم چونگ هون و خواننده اصلی گروه ۸۰ «هفت دلفین» بود. وی در سال ۲۰۰۹ در گروه فیلم و تئاتر دانشگاه چونگ آنگ ثبت نام کرد.
در سال ۲۰۱۵، برای عموم مردم مشخص شد که کیم یک خواهر ناتنی به نام کیم جونا (خواننده) دارد.

### بولینگ
کیم یکی از علاقه مندان به بازی بولینگ است و در اکتبر ۲۰۱۶ درخواست کرد که یک بازیکن حرفه ای شود. او در ۱۱ مسابقه از بین ۱۱۴ شرکت کننده در اولین مسابقات آزمایشی خود رتبه ۱۰ را کسب کرد اما نتوانست به مرحله دوم صعود کند.

### ثبت نام در ارتش
کیم به عنوان سرباز وظیفه فعال ثبت نام کرد و خدمت اجباری نظامی خود را از ۲۳ اکتبر ۲۰۱۷ آغاز کرد. او برای تکمیل آموزش‌های ابتدایی خود وارد یک اردوگاه نظامی در Paju، استان گیئونگی شد. در اواخر نوامبر ۲۰۱۷، آژانس وی اعلام کرد که کیم پنج هفته آموزش ابتدایی خود را گذرانده و در جایگاه چهارم به عنوان یک کارآموز برجسته قرار گرفته است. در فوریه سال ۲۰۱۹، کیم به دلیل رفتار استثنایی خود در ارتش، به عنوان یک گروهبان ارتقاء یافت. کیم در اول مارس ۲۰۱۹ از سربازی مرخص شد.

## فیلم‌شناسی
گزیده فیلم‌شناسی
- رؤیای بلند (۲۰۱۱)
- افسانه خورشید و ماه (۲۰۱۲)
- دزدان (۲۰۱۲)
- خیلی مخفیانه (۲۰۱۳)
- تو از ستاره‌ها اومدی (۲۰۱۳–۲۰۱۴)
- تهیه‌کنندگان (۲۰۱۵)
- مشکلی نیست که خوب نباشی (۲۰۲۰)
- یک روز معمولی (۲۰۲۱)
- ملکهٔ اشک‌ها (۲۰۲۴)